# Паденге-суль-Гарда
Паденге-суль-Гарда, Паденґе-суль-Ґарда (італ. Padenghe sul Garda) — муніципалітет в Італії, у регіоні Ломбардія, провінція Брешія.
Паденге-суль-Гарда розташоване на відстані близько 440 км на північ від Рима, 105 км на схід від Мілана, 21 км на схід від Брешії.
Населення — 4441 особа (2014).

## Демографія
Населення за роками:

Станом на 1 січня 2023 року в муніципалітеті офіційно проживало 429 іноземців з 54 країн, серед них 170 громадян країн Євросоюзу та 35 громадян України.

## Сусідні муніципалітети
- Кальваджезе-делла-Рив'єра
- Дезенцано-дель-Гарда
- Лонато-дель-Гарда
- Моніга-дель-Гарда
- Сояно-дель-Лаго